# Pan American World Airways
Pan American World Airways (также Пан Америкэн / Pan American или Pan Am) — одна из крупнейших авиакомпаний в истории США. Была основана в 1927 году как Pan American Airways и сохраняла это название до 1950 года. Прекратила существование в декабре 1991 года.

## История
Pan American Airways, Incorporated (PAA) была создана в качестве подставной компании 14 марта 1927 года майором Генри Арнольдом, Карлом Спаатсом и John H. Jouett в противовес колумбийскому перевозчику SCADTA, которым владели немцы. SCADTA лоббировала свои интересы на права приземляться в зоне Панамского канала, якобы для обслуживания рейсов в Соединённые Штаты, но США рассматривали это как возможную воздушную угрозу каналу со стороны Германии. Арнольд и Спаатс составляли финансовое предложение для инвесторов на Pan American, когда SCADTA наняла компанию из Делавэра, для получения контрактов на перевозку почты от правительства США. Pan American смогла получить контракт на доставку почты на Кубу, но не удалось найти подходящий самолёт и получить права на посадку на Кубе.
2 июня 1927 года Хуан Трипп основал Aviation Corporation of the Americas (ACA), за которой стоял ряд влиятельных политиков и финансистов, включая Корнелиуса Вандербильта Уитни, и получил 250 тысяч долларов от продажи акций. Им удалось получить права на посадку в Гаване, и приобрести American International Airways — небольшую авиакомпанию, выполнявшую рейсы на гидросамолётах из Ки-Уэст (Флорида) в Гавану. ACA смогла вписаться в оговорённый срок и начать перевозить почту с 19 октября 1927 года, используя самолёт Fairchild FC-2, взятый в чартер у небольшой компании West Indian Aerial Express из Доминиканской республики.
Компания Atlantic, Gulf, and Caribbean Airways была основана 11 октября 1927 года в Нью-Йорке банкиром Ричардом Хойтом (Richard Hoyt), который стал президентом этой компании. 23 июня 1928 года, эта компания была объединена с PAA и ACA. Ричард Хойт был назван президентом новой компании Aviation Corporation of the Americas, но Трипп и его партнёры располагали 40 % капитала, и они сделали президентом Уитни. Трипп стал операционным директором Pan American Airways, подразделения новой компании.
Правительство США одобрило первоначальный контракт Pan Am на перевозку почты, с той оговоркой, что SCADTA не будет иметь конкуренции на рейсах между Латинской Америкой и США. Правительство также помогло Pan Am изолироваться от американской конкуренции, рассматривая авиакомпанию как «выбранный инструмент» для организации международных рейсов. Компания развивалась в международных направлениях, получая выгоду от виртуальной монополии на зарубежных маршрутах.
Трипп и его партнёры планировали расширение сети Pan Am на Центральную и Южную Америку. В конце 1920-х — начале 1930-х, Pan Am покупает несколько мелких и вышедших с рынка компаний, и проводит переговоры с почтовыми представителями, получая большинство правительственных почтовых контрактов в регионе. В сентябре 1929 Трипп вместе с Чарльзом Линдбергом посещает Латинскую Америку для переговоров по правам посадки в нескольких странах, включая Колумбию и Венесуэлу. К концу года, Pan Am предлагает полёты вдоль западного побережья Южной Америки до Перу. В следующем году, Pan Am приобретает New York, Rio, and Buenos Aires Line (NYRBA Air Lines), что даёт ей возможность летать вдоль восточного побережья Южной Америки до Буэнос-Айреса, а на западном побережье до Сантьяго. Бразильское подразделение NYRBA do Brasil вскоре было переименовано в Panair do Brasil. В 1929 Pan Am также участвовала в партнёрстве с Grace Shipping Company, образовав Pan American-Grace Airways (Panagra), чтобы закрепиться в Южной Америке. В том же году Pan Am приобретает контрольный пакет Mexicana de Aviación, получив маршрут из Техаса в Мехико и продлив его до Юкатана, соединив со своей сетью на Карибах. Pan Am была первой (и до 1979 года единственной) американской авиакомпанией, которая выполняла регулярные авиарейсы в СССР. В 1978 году разрабатывался план совместной эксплуатации линии Нью-Йорк — Москва самолётами PanAm и «Аэрофлот». Для этого предполагалось использовать самолёты Boeing 747 с комбинированной раскраской.
Компания-холдинг, в которую входила Pan Am — Aviation Corporation of the Americas — стала очень известна после размещения своих акций на New York Curb Exchange в 1929 году; колебания курса акций и спекуляции на них сопровождали каждое открытие нового маршрута. В апреле 1929 года, Трипп и его партнёры достигли соглашения с United Aircraft and Transport Corporation (UATC) о том что Pan Am занимается всеми маршрутами южнее границы США с Мехико, в обмен на крупный пакет акций. В 1931 году Aviation Corporation of the Americas меняет своё название на Pan American Airways Corporation.
В 1935 году была открыта первая регулярная коммерческая тихоокеанская линия из Сан-Франциско в Манилу, на которой использовались гидросамолёты.
Компанией в 1946 году была основана сеть отелей InterContinental, первоначально предназначавшаяся для размещения членов экипажей и пассажиров лайнеров компании. Сеть была продана в 1981 году.
На протяжении многих лет Pan Am по сути являлась национальным перевозчиком США, одним из лидеров трансатлантических перелётов. Pan American внесла значительный вклад в становление международных авиаперевозок, выступила стартовым заказчиком таких ключевых для развития авиации типов самолётов, как Boeing-707, Boeing-747, а также одной из первых авиакомпаний стала применять компьютеризованные системы бронирования билетов.
Третий терминал международного аэропорта Кеннеди (Нью-Йорк) был построен компанией Pan Am. В момент банкротства был продан компании Delta Air Lines.
В 1971 году в решении по делу Diaz v. Pan American World Airways компания была признана виновной в осуществлении дискриминации мужчин, поскольку не предоставляла никаким мужчинам права работать стюардами.
Управление компании было расположено в Нью-Йорке, в находящемся рядом с центральным вокзалом 58-этажном небоскрёбе Pan Am Building с характерными срезанными углами и огромными буквами PAN AM на самом верху фасада. В 1981 году здание было продано компании Metropolitan Life Insurance Company, в связи с чем его название поменялось на Метлайф-Билдинг (англ. MetLife Building). Однако буквы PAN AM ещё более десятилетия оставались на фасаде — их демонтаж оценивался более чем в 3 миллиона долларов. Буквы были демонтированы в 1992 году, в настоящее время на их месте находится нынешнее название здания — MetLife.
Причиной банкротства послужил ряд грубых ошибок и просчётов руководства компании, не сумевшего подготовить Pan Am к резко изменившимся условиям рынка после вступления в силу закона о дерегулировании воздушных перевозок США 1978 года. С этого момента авиакомпания ежегодно несла ощутимые убытки, постепенно распродавая активы для погашения задолженностей. В 1985 году азиатско-тихоокеанское направление полностью было продано авиакомпании United Airlines. Война в Персидском заливе 1991 года привела к росту цен на нефть и авиатопливо, что стало роковым для Pan Am, находившейся в плачевном финансовом состоянии. Комиссией по расследованию взрыва лайнера ПанАм над Локерби в 1990 также была установлена вина компании, допустившей на борт багаж с бомбой в отсутствие пассажира. 4 декабря 1991 года авиакомпания объявила о банкротстве. После банкротства многие рейсы Пан Ам были переданы компании Delta Air Lines.
В 1996 году бывшие сотрудники авиакомпании попытались воссоздать Pan Am как малобюджетного авиаперевозчика, для чего выкупили несколько самолётов Airbus A300, но в феврале 1998 года компания вновь подала на банкротство. Несмотря на низкие издержки, она не смогла конкурировать с крупными авиаперевозчиками.
В 1998 году железнодорожная компания Guilford Transportation Industries (США) приобрела права на торговую марку Pan Am и в течение нескольких лет выполняла чартерные рейсы вдоль восточного побережья США на самолётах Boeing-727, некоторые из которых принадлежали «оригинальной» Pan Am. На 2020 год авиаперевозки прекращены.

## Флот
Все самолёты Pan Am имели собственные имена, содержащие слово «Clipper» («Clipper America», «Clipper Spark of the Wave», «Clipper Water Witch» и т. д.). Среди названий были «Clipper Moscow Express» и «Clipper Pride of the Sea».
Состояние флота компании в марте 1990 года, за полтора года до закрытия:
| Самолёт         | Используются | Заказано | Пассажиров | Пассажиров | Пассажиров | Пассажиров | Примечания                                                    |
| Самолёт         | Используются | Заказано | П          | К          | Э          | Всего      | Примечания                                                    |
| --------------- | ------------ | -------- | ---------- | ---------- | ---------- | ---------- | ------------------------------------------------------------- |
| Airbus A300-B4  | 12           | —        | —          | 24         | 230        | 254        |                                                               |
| Airbus A310-200 | 7            | —        | —          | 18         | 207        | 225        |                                                               |
| Airbus A310-300 | 12           | —        | 12         | 30         | 154        | 196        |                                                               |
| Boeing 727-200  | 91           | 9        | —          | 14         | 131        | 145        | Заказаны б/у самолёты                                         |
| Boeing 737-200  | 5            | —        | —          | 21         | 95         | 116        |                                                               |
| Boeing 747-100  | 18           | —        | 39         | 52         | 286        | 377        | Конфигурация мест 1989 года (для Южно-Американских перелётов) |
| Boeing 747-200B | 7            | —        | 21         | 44         | 347        | 412        | Конфигурация мест 1987 года                                   |
| Всего           | 152          | 9        |            |            |            |            |                                                               |

| Самолёт                    | Используются | Заказы |
| -------------------------- | ------------ | ------ |
| ATR 42-300                 | 8            | 3      |
| De Havilland Canada Dash 7 | 10           | —      |
| Всего                      | 18           | 3      |

| Самолёт    | Используются | Заказано |
| Boeing 757 | 1            | 0        |
| ---------- | ------------ | -------- |

## Авиационные происшествия
Всего с самолётами компании произошло 95 инцидентов.
- 8 декабря 1963 г. лайнер Boeing 707-121 потерпел катастрофу в Элктоне, при этом погибло 81 человек.
- 12 декабря 1968 г. лайнер Boeing 707-321B потерпел катастрофу в Карибском море, севернее Каракаса.
- 26 декабря 1968 г. лайнер Boeing 707-321C потерпел катастрофу в Анкоридже, при этом погибло 3 человека.
- 30 января 1974 года лайнер Boeing 707-321B потерпел катастрофу в Паго-Паго.
- 22 апреля 1974 года лайнер Boeing 707-321C потерпел катастрофу при заходе на посадку в Денпасаре (Бали). Погибло 107 человек.
- 27 марта 1977 г. лайнер Boeing 747-121 столкнулся в Аэропорту Лос-Родеос (Тенерифе) Boeing 747-206B авиакомпании KLM. Погибло 583 человека. Это крупнейшая катастрофа в истории авиации.
- 9 июля 1982 г. лайнер Boeing 727-235 потерпел катастрофу в Кеннере (США), при этом погибло 153 человека, из них 8 на земле.
- 5 сентября 1986 года в аэропорту Карачи был захвачен лайнер Boeing 747—121. Из 380 пассажиров и членов экипажа, находившихся на борту 43 погибло.
- 21 декабря 1988 г. в Boeing 747-121 летящем из Лондона в Нью-Йорк взорвалась бомба когда самолёт находился над городом Локерби (Шотландия), в результате чего погибло 270 человек — 243 пассажира, 16 членов экипажа и 11 человек на земле.

## В кинематографе
- В фильме «Лицо со шрамом» пролетает дирижабль Pan American с фразой «The world is yours» (слоган фильма).
- В 2011 году вышел сериал под названием «Pan Am» с Кристиной Риччи в главной роли.
- В фильме «Космическая одиссея 2001 года» челнок, доставляющий главного героя на космическую станцию, принадлежит компании Pan Am.
- В фильме «Золото» 2016 года, Кенни Уэлса вызывают в Нью-Йорк, далее следует обзор города Нью-Йорка с высоты, где видно здание Pan Am с надписью «Pan Am» на фасаде. Здесь есть нестыковки: золото было найдено в 1995 году, тогда же и состоялась поездка в Нью-Йорк, а саму надпись «Pan Am» демонтировали ещё в 1992 году.
- В фильме Стивена Спилберга «Поймай меня, если сможешь» главный герой Френк Абигнейл младший, совершает мошенничества подделывая и обналичивая чеки компании Pan Am, а также бесплатно путешествует на самолётах компании в качестве пилота.
- В фильме «Авиатор» 2004 года компания Говарда Хьюза соперничает с Pan Am.
- В фильме «Индиана Джонс: В поисках утраченного ковчега» Индиана Джонс совершает перелёт на гидросамолёте компании из Сан-Франциско через Гавайи, Гуам и Манилу. Конечный пункт назначения — Непал. Действие происходит в 1936 году. Самолёт в фильме не похож ни на один из реальных самолётов, работавших на этом маршруте.